# Helios Gómez
Helios Gómez Rodríguez (Sevilla, 27 de mayo de 1905-Barcelona, 19 de septiembre de 1956), conocido también como el "artista de  corbata roja", fue un sindicalista anti-franquista, pintor, cartelista y poeta gitano español, representante de la vanguardia artística de principios del siglo XX.

## Biografía
Helios Gómez nació en el barrio de Triana, del que siempre hizo profesión al igual que de su pueblo gitano. Realizó sus primeros estudios en la Escuela Industrial de Artes y Oficios de Sevilla, aprendiendo el oficio de decorador de cerámica, trabajando como ayudante de pintor en la fábrica de la Cartuja y asistiendo a los cursos nocturnos de Bellas Artes.
En 1923 se unió a la CNT, publicando sus primeros trabajos en el diario anarquista Páginas Libres. En 1925 expuso por primera vez en el café Kursaal obras de carácter cubista.
Sus opiniones libertarias le llevaron a participar en las revueltas del momento, viéndose obligado a exiliarse a París en 1927, desde donde comenzó un periplo por distintas ciudades europeas, al ser expulsado de la capital francesa por participar en las manifestaciones de repulsa contra las ejecuciones de los anarquistas Sacco y Vanzetti. Se afincó primeramente en Bruselas donde ilustró el libro Rien qu'un homme de Max Deauville.
Pasó por Ámsterdam, Viena y dos meses en la URSS. En 1929 estudió tipografía e interiorismo en Berlín y publicó  en algunos medios, como el Berliner Tageblatt. En 1930 la AIT publicó en Berlín su primer álbum Días de Ira.
Después de la dictadura de Primo de Rivera volvió a Barcelona, allí colaboró en los diarios L'Opinió , La Rambla, La Batalla, L'Hora, Bolivar, Estudios y Nueva España, con diversas portadas e ilustraciones. En 1930 publicó el manifiesto  Por qué me marcho del anarquismo e ingresó en la Federación Comunista Catalano-Balear, apuntándose al Bloque Obrero y Campesino, del que fue pronto expulsado por sus tendencias ideológicas libertarias, para militar en grupos comunistas prosoviéticos.
Al proclamarse la Segunda República Española participó en el asalto a la Cárcel de Mujeres de Barcelona. Se trasladó a Madrid y se afilió al PCE, colaborando en la revista Mundo Obrero. Fue detenido en 1931, encarcelado en Madrid y más tarde trasladado a Jaén. Al conseguir la libertad provisional viajó a Bruselas y de allí a Moscú, invitado al Congreso Internacional de Artistas Proletarios con motivo del 25 aniversario de la URSS. De este viaje, él mismo escribió posteriormente en su poema Erika una autocrítica ideológica en ese período, mucho más cercana al individualismo radical del ideólogo anarquista Max Stirner, que al colectivismo intelectual de los comunistas:

¡Volar! ¡Crear! aunque la creación no puede ser colectiva, Erika: es siempre individual. El conjunto puede sólo ampliar, cooperar en la tarea. Ése es el destino de la colectividad, secundar el pensamiento libre, inquisitivo del individuo. ¡El tesoro más valioso de la humanidad!
Helios Gómez, Erika

En 1933 expuso en el Museo Pushkin de Moscú y editó su 2.º álbum Revolución española. En 1934 regresó a Barcelona en donde fue detenido al participar en la Revolución de 1934 e ingresado en un buque prisión. Durante su estancia en el mismo, realizará su tercer álbum, Viva Octubre, publicado en 1935 y dedicado a estos hechos.

### Guerra civil
En 1935 funda en Barcelona Els Sis. En la primavera de 1936, profesionales gráficos se reunieron en el Ateneo Enciclopédico Popular para crear un sindicato de dibujantes y adherirse al Sindicato de Artes Gráficas, constituyéndose la Junta directiva y siendo Helios Gómez elegido presidente por aclamación. Se llamó Sindicato de Dibujantes Profesionales, dedicándose al cartelismo para grupos republicanos y anarquistas. Luchó en las barricadas de la defensa de Barcelona y entró a formar parte de la Alianza de Intelectuales Antifascistas de Cataluña.
Fue nombrado comisario político de la UGT y se encargó de organizar la columna Ramón Casanellas. Se embarcó con la Expedición Bayo para liberar a Ibiza y Mallorca e intervino en los frentes de Aragón, Madrid y Andalucía. Fue acusado de matar a un capitán de su propio bando por aplicar una medida disciplinaria exagerada; y se trasladó a Madrid para evitar represalias. Fue expulsado del PSUC en plena Guerra Civil, en 1937, y perseguido por los estalinistas, que lo acusaban de trotskista y libertario. Retornó a su antigua militancia anarquista en la Confederación Nacional del Trabajo. En 1939 fue nombrado Miliciano de Cultura de la 26 División, antigua Columna Durruti donde se encargaba de la dirección y maquetación del diario portavoz de dicha columna, El Frente. También fue el responsable de la organización en Barcelona del acto de homenaje a Durruti.

### Posguerra
Después de la derrota republicana, pasó por diversos campos de concentración en Francia y Argelia, entre ellos el de Vernet d'Ariège donde coincidió con otros intelectuales como Max Aub, desde febrero de 1939 a mayo de 1941. Fue liberado y se trasladó a Francia donde conoció a Mercedes Planas, madre de su único hijo, Gabriel. No dio por terminada la lucha y pasó a Barcelona, donde creó el efímero grupo Liberación Nacional Republicana en 1944, a la vez que fundó la Casa de Andalucía, curiosamente junto con un militar español. Un año más tarde fue detenido y pasó 5 meses en prisión. Expuso en la Galería Arnaiz, en 1948, obras de carácter surrealista y realizó los murales del Jazz Colón y de la Residencia San Jaime (Sant Jaume) de Barcelona.
Vuelto a detener por una oscura causa de asociación ilegal, fue nuevamente ingresado en prisión; donde pintó, en un oratorio de la Cárcel Modelo de Barcelona, el fresco La Capilla Gitana y escribió un corpus poético. Permaneció en prisión hasta 1954 a pesar de existir una orden de liberación desde 1950. El 19 de septiembre de 1956 murió en Barcelona.

## Obra
El estilo del pintor sevillano se empezó a fraguar en las páginas de la revista anarquista Páginas libres. A la vez que se empezaba a relacionar políticamente con los anarquistas, lo hacía con las vanguardias artísticas de la época, contrastando fuertemente con las corrientes artísticas de la conservadora Sevilla del momento. Esto explica que su primera exposición en el Cafe Kursaal fuera acogida con indiferencia y rechazo. Expuso en esta ocasión obras en un estilo cubista y futurista sobre el paisaje social andaluz y la danza gitana. Pasó más tarde al Ateneo de Madrid y a la galería Dalmau de Barcelona, donde contó con una mucho mejor acogida.
En sus viajes por Europa, Helios se fue relacionando con artistas de vanguardia, en especial con los alemanes: George Grosz y con el promotor y galerista Herwarth Walden, propietario de la galería Der Sturm de Berlín. Allí publicó en 1930 su primer álbum Días de Ira, dedicado "A todas las víctimas del fascismo mundial". Prologado por el Premio Nobel francés Romain Rolland, dice en su introducción:

"Vigor de acento, un heroísmo de líneas y de ritmos que hacen alcanzar grandeza a alguna de sus planchas y les aseguran desde el presente un valor clásico."
Romain Rolland, Días de Ira, prólogo

Antes de publicar este álbum, hace una declaración de principios, manifestando su intención de poner su arte al servicio de la propaganda obrera y de la lucha de la clase  proletaria. En el álbum está muy presente la estética cubista, sus dibujos en blanco y negro componen una denuncia del terror contra el proletariado por parte del Estado, una crónica de dolor y rabia. En toda la obra se advierte la cercanía con la propaganda obrera internacional, haciendo hincapié en los tópicos religiosos, con especial crítica a la jerarquía eclesiástica, a la que hace objeto de su más cruda visión. Los versos que acompañan las imágenes son duros y contundentes.
El cambio de estrategia política del artista en 1930 se plasma en sus obras, que pasaron a formar parte del estilo comunista de arte para la propaganda, evitando el concepto burgués del arte por el arte. Mientras vivía en la URSS (con una alemana, Ira, nacida en el país y a la que en los años 50 dedicaría el poema Erika de más de 92 páginas), publica su segundo álbum Revolución Española. Presionado por los ideólogos comunistas, abandona los rasgos cubistas para pasar a un dibujo de más fácil comprensión, más cercano al realismo socialista; afectando al grafismo del autor en favor de una mayor propaganda revolucionaria. Sus dibujos refuerzan la carga expresiva de los personajes proletarios, pobres y explotados.
Durante su exilio en Europa, publica en Bruselas su tercer álbum Viva Octubre, dibujado durante su estancia en prisión. Prologado por el escritor francés Jean Cassou, sus dibujos en tinta negra mantienen la misma ejecución formal de su anterior obra, manteniendo su dura crítica social. Dedicados a los sucesos revolucionarios por él recién vividos, son dibujos en el mismo estilo de su anterior álbum, describiendo la dura represión vivida. Después de la guerra aparecieron 4 dibujos en tinta titulados Horrores de la Guerra, ahora en una colección particular.
Durante la guerra, además de sus colaboraciones en revistas y portadas de libros, dibuja carteles de propaganda republicana y anarquista. En 1948, mientras permanecía en prisión, se celebra una exposición de sus dibujos, de estilo surrealista, que tuvo una buena acogida entre los sectores burgueses que siempre había combatido.

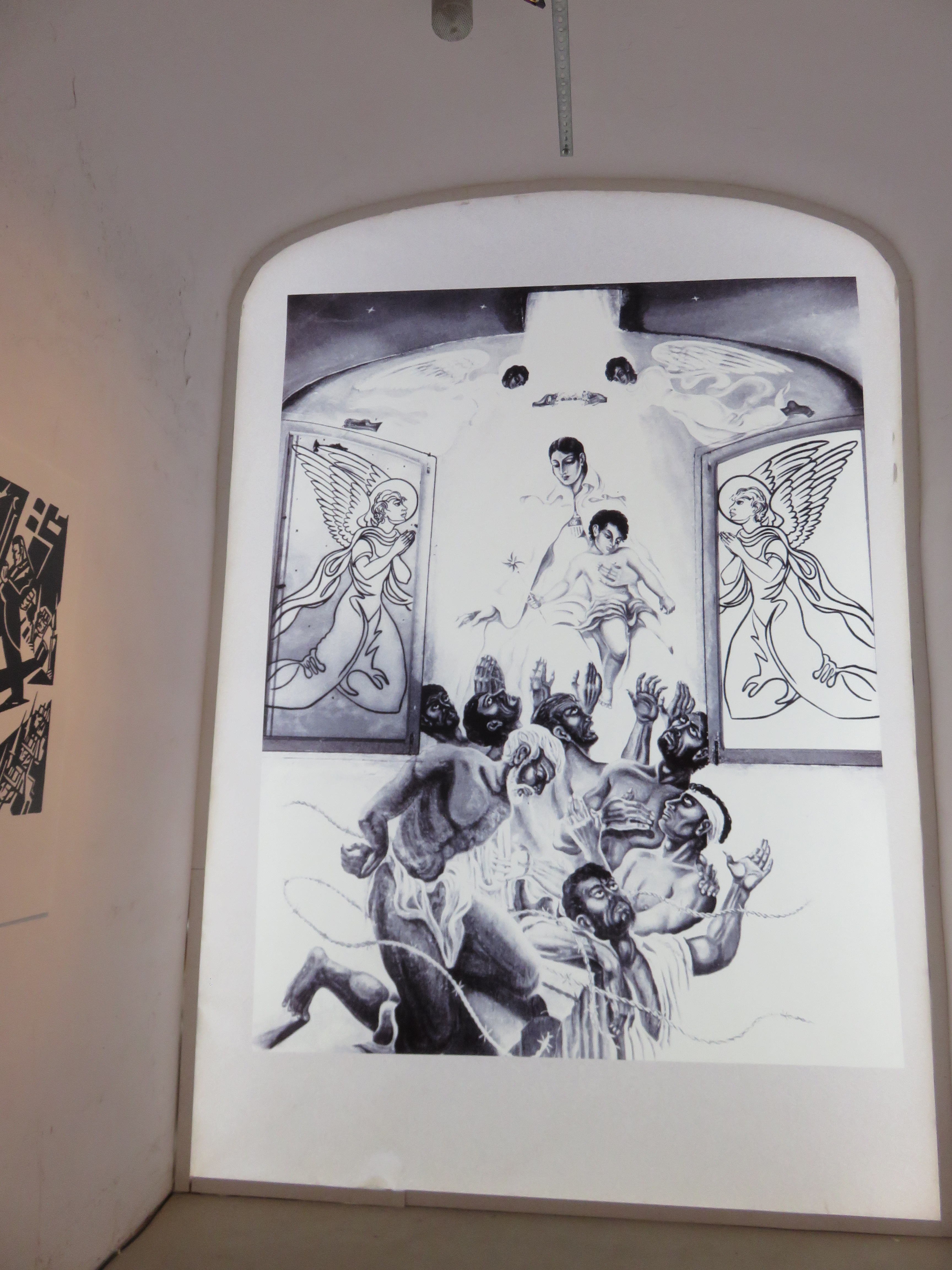
Capilla Gitana

Durante su estancia en la cárcel Modelo de Barcelona, pintó en una celda, la primera del corredor de los condenados a muerte y que servía de oratorio, la llamada Capilla Gitana que muestra a unos personajes de rasgos gitanos, con ángeles negros, según la canción de moda de la época, el bolero de Antonio Machín. Muy discutida por las autoridades penitenciarias del momento, sobrevivió hasta 1996 en que la celda fue blanqueada, aunque luego ha podido recuperarse.

### Álbumes y publicaciones
- Días de Ira. AIT, Berlín, 1930
- Revolución Española. Editorial Estatal del Arte, Moscú, 1933
- Viva Octubre. Bruselas, 1935
- Helios Gómez. Poemas de lucha y sueños 1942-1956. Associació Cultural Helios Gómez, Barcelona, 2006
- Dos años entre los bolcheviques y otros textos sobre la URSS. Edición de Esther Lázaro Sanz. Renacimiento, Sevilla, 2022.